# To Sext or Not to Sext
To Sext or Not to Sext is de tweede aflevering van het tweede seizoen van de televisieserie 90210, die voor het eerst werd uitgezonden op 15 september 2009. In de Verenigde Staten werd de aflevering bij de première bekeken door 2.420.000 mensen.

## Verhaal
Op West Beverly High ontstaat het gerucht dat er een naaktfoto van Annie rondgaat. Naomi is in het bezit van deze foto en als Annie daarachter komt, probeert ze Naomi ervan te weerhouden die te verspreiden. Om haar vertrouwen terug te winnen, geeft ze haar zelfs gelijk door te bevestigen dat ze een nacht met Liam heeft doorgebracht. De enige die kan aantonen dat Liam en Annie geen seks met elkaar hebben gehad is Liam, maar hij twijfelt om Naomi te vertellen met wie hij werkelijk naar bed is gegaan. Als hij merkt hoe zeer Annie lijdt onder alle geruchten, brengt hij een bezoek aan Jen. Hij kondigt aan de complete waarheid te vertellen aan Naomi, maar Jen dreigt hem te laten sturen naar een militaire academie als hij dat doet.
Ondertussen probeert Navid scholieren te overtuigen om zich aan te melden voor de redactie van de schoolkrant. Samen met andere medewerkers, onder wie Silver, Adrianna en Gia Mannetti, proberen ze een krant uit te brengen die tot scholieren zal aanspreken. Navid wil een artikel schrijven over naaktfoto's op middelbare scholieren, maar tot zijn grote teleurstelling is iedereen meer geïnteresseerd in een interview met Teddy. Navid heeft er nog steeds moeite mee dat Teddy en Adrianne het zo goed met elkaart kunnen vinden en tijdens de interview stelt hij Teddy een reeks gênante vragen. Adrianna merkt Navids jaloezie en is teleurgesteld dat haar vriendje haar niet vertrouwt met andere jongens.
Dixon vervreemdt zich steeds meer van Annie. Als hij op de hoogte wordt gesteld van de geruchten betreffende zijn zus, denkt hij dat Liam degene is die de foto's heeft gemaakt en slaat hem neer. Het is een stap terug in de vriendschap tussen Liam en Dixon, die voorheen groeide door hun passie voor surfen. Aan het einde van de aflevering stuurt Naomi, aangemoedigd door Jen, de naaktfoto naar iedereen op school. Silver biedt Annie steun, maar niettemin stort ze in op school. Tot overmaat van ramp ziet ze tegelijkertijd het interview met Teddy, waarin hij vertelt over een dakloze die is overleden als gevolg van een aanrijding.

## Rolverdeling

### Hoofdrollen
- Rob Estes - Harry Wilson
- Shenae Grimes - Annie Wilson
- Tristan Wilds - Dixon Wilson
- AnnaLynne McCord - Naomi Clark
- Ryan Eggold - Ryan Matthews
- Jessica Stroup - Erin Silver
- Michael Steger - Navid Shirazi
- Jessica Lowndes - Adrianna Tate-Duncan
- Matt Lanter - Liam Court

### Gastrollen
- Sara Foster - Jen Clark
- John Schneider - Jeffrey Sarkossian
- Trevor Donovan - Teddy Montgomery
- Rumer Willis - Gia Mannetti
- Blake Hood - Mark Driscoll
- Sarah Danielle Madison - Colleen Sarkossian

## Productie
To Sext or Not to Sext is de eerste aflevering waar Rumer Willis en John Schneider in verschijnen. Aan het begin van juli 2009 werd aangekondigd dat Willis 'ten minste één gastverschijning' zou maken in de serie. Scheider werd later die maand gecast als de stiefvader van Liam. Al in juni 2009 kondigde Matt Lanter aan dat de serie meer aandacht zou besteden aan zijn achtergrond.